# Super Max!
«Super Max!» es una canción interpretada por el grupo de música neerlandés Pitstop Boys, que es un grupo de fans del piloto de Fórmula 1 Max Verstappen. La canción fue lanzada el 16 de julio de 2016, en forma de video musical.

## Historia
Max Verstappen es un piloto neerlandés de Fórmula 1 que hizo su debut en la serie en 2015, conduciendo para Toro Rosso. En 2016, en el Gran Premio de España de 2016, cambiaría de asiento con Daniil Kvyat y pasaría a Red Bull Racing. Ganó en su primera carrera con Red Bull, convirtiéndose en el ganador más joven de la historia, el piloto más joven en lograr un podio y el más joven en liderar una vuelta en una carrera de Fórmula 1, rompiendo los récords anteriores de Sebastian Vettel. En el proceso, también se convirtió en el primer neerlandés en ganar un Gran Premio y el primer ganador de un Gran Premio nacido en la década de 1990.
Los Pitstop Boys son un grupo de tres fanáticos de Verstappen: Rob Toonen, Marco Mars y Jeroen Hilgenberg, parte del «Orange Army», un nombre coloquial para los seguidores de Verstappen.
Se hizo una secuela de la canción para la carrera por el título de Verstappen contra Lewis Hamilton en la temporada 2021, llamada «¡Super Max! ¡YoHé, YoHo!».Además, hicieron otra canción, «Let's Go Lando» en 2022 en apoyo al piloto británico de Fórmula 1 Lando Norris.Y en 2023 lanzaron otra canción, esta vez en apoyo al piloto español Fernando Alonso llamada «Vamos Fernando», quien tuvo un prometedor inicio en la Temporada 2023 de Fórmula 1.

## Popularidad
La canción se convertiría en un éxito viral, luego de que Verstappen continuara ganando éxito en la serie. La canción se usó como una canción de lucha para cada vez que Verstappen ganaba, o como un meme para cualquier cosa que hiciera Verstappen. La canción se usó como un cántico dentro del «Orange Army», que se considera el nombre de la base de fans de Verstappen. En 2021, Verstappen ganaría el campeonato de pilotos en la temporada 2021 de Fórmula 1, lo que provocó que la canción se ubicara en la lista Viral 50 de Spotify en muchos países, incluido el número 1 en los Países Bajos y el número 5 en la lista mundial. Verstappen también fue visto de fiesta con la canción después de su campeonato.